# Edward Morecroft
Edward Morecroft (falecido em 1580) foi um cónego de Windsor de 1560 a 1580.

## Carreira
Ele foi educado no Brasenose College, Oxford.
Ele foi nomeado:
- Prebendário de Hereford 1566
- Prebendário de Heathfield 1568 - 1573

Ele foi nomeado para a primeira bancada na Capela de São Jorge, no Castelo de Windsor, em 1560, e manteve a canonaria até 1580.